# Brouwerij De Gheest
Brouwerij De Gheest, informeel ook bekend als Brouwerij Safir, is een voormalige bierbrouwerij uit het Belgische Aalst. Vanaf 1816 werkte ze onder de naam De Lelie en vanaf 1926 onder De Gheest.
De basis van het bedrijf lag bij de familie Jean-Baptiste De Gheest-Van de Meersche, die aanvankelijk ook geneverstokers waren. Eerst was het zoon Joseph (1819-1883) en kleinzoon Rochus De Gheest (1853-1927) en dan de volgende generaties die de bierbrouwerij uitbouwden. Het 'Oud Bruin' van Rochus De Gheest was een gewild mengbier van hoge gisting.

## Safir
De brouwerij De Gheest was vanaf de jaren zestig het best bekend onder de naam Safir, de naam van hun pils (sinds 1938). De pils Safir was het succesverhaal voor de brouwerij in de tijd van de opkomst van de lage gistbieren. Na het verdwijnen van de 'Tiger' (brouwerij De Blieck) en 'Bergenbier' (brouwerij Zeeberg) was het de enige Aalsterse pils en het carnavalsbier bij uitstek.
Safir kende nog een groei door de overname van de Brouwerij Dendria in 1963 en de Brouwerij Concordia in 1983, beiden uit Geraardsbergen. Brouwerij Safir werd de 7de in de ranglijst van de 125 brouwerijen in België.

## 220 werknemers
De grootste groei kwam na de Tweede Wereldoorlog. Rond 1980 had het bedrijf 220 mensen in dienst. De omzet van het bier voor het bottelen alleen bedroeg toen 240.000 hectoliter. Tussen 1983 en 1986 was er nog een uitbreiding van de productie in brouwerij Chevalier Marin in Mechelen, die ook het Aalsterse Bergenbier in haar gamma had.
In 1979 werd brouwerij Safir overgenomen door Artois uit Leuven en in 1988 werd de bierproductie volledig overgeheveld naar deze brouwerij. In 1995 werd het merk Safir nog eens opgefrist, maar nu wordt het merk niet meer vermeld door AB-Interbrew. Eind 2012 stopte AB-Interbrew Leuven stilzwijgend de productie van het vatenbier en sinds januari 2014 wordt ook geen flessenbier Safir meer geproduceerd, waarmee het Aalsterse merk van de markt verdween.

## Wielerploeg
Met wisselende medesponsors en onder leiding van ploegleider Florent Vanvaerenbergh (1925-2007) was Brouwerij Safir hoofdsponsor van een wielerploeg voor beroepsrenners van 1978 tot 1986. Onder andere Etienne De Wilde, Herman Frison, Michel Pollentier en Jozef Lieckens reden voor Safir.